# Подлуки (Полтавская область)
Подлуки (укр. Підлуки) — село,
Устивицкий сельский совет,
Великобагачанский район,
Полтавская область,
Украина.
Код КОАТУУ — 5320285304. Население по переписи 2001 года составляло 19 человек.

## Географическое положение
Село Подлуки находится в 3-х км от правого берега реки Псёл,
примыкает к селу Матяшовка.
Рядом проходит железная дорога, станция Матяшовка в 1,5 км.

## Известные жители и уроженцы
- Дзябенко, Василий Васильевич (род. 1931) — Герой Социалистического Труда.